# Der Bozen-Krimi: Die Todsünde
Die Todsünde ist ein deutscher Kriminalfilm von Sabine Derflinger aus dem Jahr 2023 und der 18. Film der ARD-Kriminalfilmreihe Der Bozen-Krimi. Die Erstausstrahlung im Deutschen Fernsehen erfolgte am 16. Februar 2023 als Donnerstagskrimi auf Das Erste.

## Handlung
Commissario Capo Sonja Schwarz nimmt eines frühen Morgens ein Schreien wahr. An der Haustür des familiären Weingutanwesens wurde ein Säugling ausgesetzt. Wenig später werden Schwarz und ihr Kollege Commissario Jonas Kerschbaumer sowie die Gerichtsmedizinerin Felicitas zu einer weiblichen Leiche namens Theresa Egger gerufen, welche womöglich bei einem Sturz von einer Brücke über einen Bergbach ums Leben kam. Doch ein Fremdeinwirken schließen die Ermittler nicht aus, denn der ausgesetzte Säugling war das Kind der Toten. Bei den Ermittlungen geraten auch die wenig trauernden strengreligiösen Eltern der Toten unter dringenden Tatverdacht. Sie nahmen ihrer Tochter übel, dass das Kind unehelich gezeugt wurde und es dadurch ein Bastard ist.

## Hintergrund
Die Dreharbeiten zu Der Bozen-Krimi: Die Todsünde fanden im Zeitraum vom 10. Mai 2022 bis zum 15. Juli 2022 in Bozen und näherer sowie weiterer Umgebung statt.

## Rezeption

### Einschaltquoten
Bei der Erstausstrahlung von Der Bozen-Krimi – Die Todsünde am 16. Februar 2023 verfolgten in Deutschland insgesamt 7,04 Millionen Zuschauer die Filmhandlung, was einem Marktanteil von 24,8 Prozent für Das Erste entsprach. In der als Hauptzielgruppe für Fernsehwerbung deklarierten Altersgruppe von 14–49 Jahren erreichte Die Todsünde 0,58 Millionen Zuschauer und damit einen Marktanteil von 8,7 Prozent in dieser Altersgruppe.